# The Final Album
The Final Album är ett album från 2003 av gruppen Modern Talking. Albumet gavs ut av BMG International och är en samling av olika låtar från Modern Talkings karriär.

## Låtar[1]
| Nr  | Titel                                                             | Längd |
| --- | ----------------------------------------------------------------- | ----- |
| 1.  | "You're My Heart, You're My Soul" (Dieter Bohlen)                 | 3:15  |
| 2.  | "You Can Win If You Want (Original No 1 Mix '84)" (Dieter Bohlen) | 3:46  |
| 3.  | "Cheri Cheri Lady" (Dieter Bohlen)                                | 3:45  |
| 4.  | "Brother Louie" (Dieter Bohlen)                                   | 3:41  |
| 5.  | "Atlantis Is Calling (S.O.S. for Love)" (Dieter Bohlen)           | 3:48  |
| 6.  | "Geronimo's Cadillac" (Dieter Bohlen)                             | 3:16  |
| 7.  | "Give Me Peace On Earth" (Dieter Bohlen)                          | 4:12  |
| 8.  | "Jet Airliner" (Dieter Bohlen)                                    | 4:21  |
| 9.  | "In 100 Years" (Dieter Bohlen)                                    | 3:57  |
| 10. | "You're My Heart, You're My Soul '98" (Dieter Bohlen)             | 3:49  |
| 11. | "Brother Louie '98" (Dieter Bohlen)                               | 3:35  |
| 12. | "You Are Not Alone (Video Version)" (Dieter Bohlen)               | 3:23  |
| 13. | "Sexy, Sexy Lover (Vocal Version)" (Dieter Bohlen)                | 3:33  |
| 14. | "China In Her Eyes (Video Version)" (Dieter Bohlen)               | 3:09  |
| 15. | "Don't Take Away My Heart (New Vocal Version)" (Dieter Bohlen)    | 3:54  |
| 16. | "Win The Race (Radio Edit)" (Dieter Bohlen)                       | 3:35  |
| 17. | "Last Exit To Brooklyn" (Dieter Bohlen)                           | 3:16  |
| 18. | "Ready For The Victory (Radio Version)" (Dieter Bohlen)           | 3:31  |
| 19. | "Juliet" (Dieter Bohlen)                                          | 3:37  |
| 20. | "TV Makes The Superstar (Radio Edit)" (Dieter Bohlen)             | 3:44  |